# Argia reclusa
Argia reclusa är en trollsländeart som beskrevs av Selys 1865. Argia reclusa ingår i släktet Argia och familjen dammflicksländor. Inga underarter finns listade i Catalogue of Life.